# Макконніко (Аризона)
Макконніко (англ. McConnico) — переписна місцевість (CDP) в США, в окрузі Могаве штату Аризона. Населення — 63 особи (2020).

## Географія
Макконніко розташоване за координатами 35°9′49″ пн. ш. 114°5′23″ зх. д. / 35.16361° пн. ш. 114.08972° зх. д. (35.163604, -114.089798).  За даними Бюро перепису населення США в 2010 році переписна місцевість мала площу 17,00 км², уся площа — суходіл.

## Демографія
Згідно з переписом 2010 року, у переписній місцевості мешкало 70 осіб у 36 домогосподарствах у складі 14 родин. Густота населення становила 4 особи/км².  Було 56 помешкань (3/км²).
Расовий склад населення:
| - 94,3 % — білих - 2,9 % — корінних американців - 1,4 % — осіб інших рас |

До двох чи більше рас належало 1,4 %. Частка іспаномовних становила 4,3 % від усіх жителів.
За віковим діапазоном населення розподілялося таким чином: 15,7 % — особи молодші 18 років, 65,7 % — особи у віці 18—64 років, 18,6 % — особи у віці 65 років та старші. Медіана віку мешканця становила 52,0 року. На 100 осіб жіночої статі у переписній місцевості припадало 159,3 чоловіків;  на 100 жінок у віці від 18 років та старших — 168,2 чоловіків також старших 18 років.
Цивільне працевлаштоване населення становило 0 осіб. 